# Jürgen Hartmann
Jürgen Hartmann (Lahr, 27 ottobre 1962) è un allenatore di calcio ed ex calciatore tedesco, di ruolo centrocampista, tecnico della squadra riserve del Kickers Stoccarda.